# Don't Wanna Go to Bed Now
Don't Wanna Go to Bed Now é uma canção da cantora e compositora australiana Gabriella Cilmi de seu álbum de estreia, Lessons to Be Learned (2008). Escrita por Cilmi, Nick Coler, Miranda Cooper, Brian Higgins, Tim Powell e Shawn Lee, a faixa foi lançada como o segundo single australiano do álbum em 21 de julho de 2008. Estreou no número trinta e um na ARIA Singles Chart da semana de 28 de julho de 2008. Apesar de apenas atingir a posição de pico de número 28, "Don't Wanna Go to Bed Now" tornou-se o vigésimo quarto single mais vendido da Austrália em 2008 por um artista nativo. A canção aparece na trilha sonora da série policial australiana City Homicide.
No videoclipe, Cilmi é vista festejando a noite toda segurando e estourando balões, enquanto canta em diferentes salas e roupas.

## Lista da faixa
Australian CD single
1. "Don't Wanna Go to Bed Now" (Versão Single) – 3:13
2. "Sweet About Me" (Versão Ao Vivo) – 3:40
3. "Cry Me a River" (Versão Ao Vivo) – 3:39

## Gráficos

### Gráficos semanais
| Gráfico (2008)           | Posição de pico |
| ------------------------ | --------------- |
| Australian Singles Chart | 28              |

### Gráficos de fim de ano
| Year | Chart                              | Position |
| ---- | ---------------------------------- | -------- |
| 2008 | ARIA Top Australian Artist Singles | 24       |

- Referências

1. ↑  «australian-charts.com – Gabriella Cilmi – Don't Wanna Go To Bed Now». australian-charts.com. Consultado em 19 de julho de 2009
2. ↑  «ARIA Charts – End Of Year Charts – Top 50 Australian Artist Singles 2008». ARIA. Consultado em 6 de janeiro de 2009. Cópia arquivada em 20 de março de 2012